# A Fine Day to Exit
A Fine Day to Exit es el sexto álbum de estudio de la banda británica Anathema. Fue lanzado el 9 de octubre de 2001 con el sello Music for Nations. Este álbum es el segundo punto de inflexión en la carrera de Anathema, pues no existen temas con cortes metaleros ni guitarras pesadas, enfocándose totalmente en canciones suaves y atmosféricas.

## Lista de canciones
| A Fine Day to Exit |                          |          |  |
| N.º                | Título                   | Duración |  |
| 1.                 | «Pressure»               | 6:44     |  |
| 2.                 | «Release»                | 5:47     |  |
| 3.                 | «Looking Outside Inside» | 6:23     |  |
| 4.                 | «Leave No Trace»         | 4:46     |  |
| 5.                 | «Underworld»             | 4:09     |  |
| 6.                 | «Barriers»               | 5:53     |  |
| 7.                 | «Panic»                  | 3:30     |  |
| 8.                 | «A Fine Day to Exit»     | 6:49     |  |
| 9.                 | «Temporary Peace»        | 18:46    |  |
| 62:35              |                          |          |  |

## Banda
- Vincent Cavanagh – voces, guitarra
- Daniel Cavanagh – guitarra, teclados, coros
- Les Smith – teclados
- Dave Pybus – bajo
- John Douglas – batería
- Lee Douglas - voces adicionales

- Datos: Q300407